# Teresa Albuzzi-Todeschini

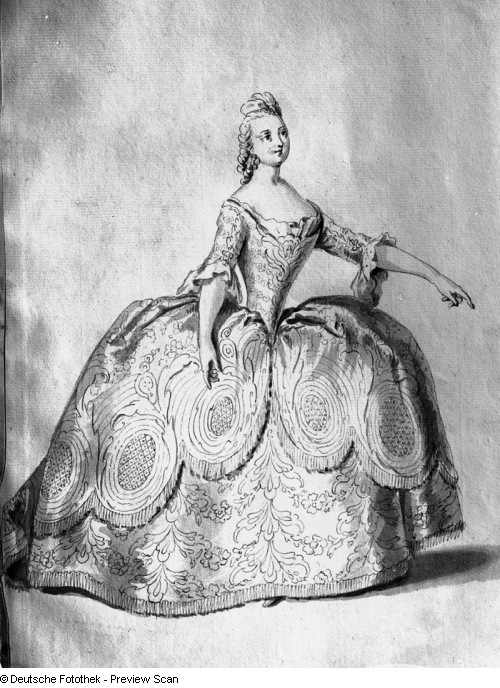
Teresa Albuzzi-Todeschini als Elpinice in Ipermestra von Hasse (Dresden 1751)

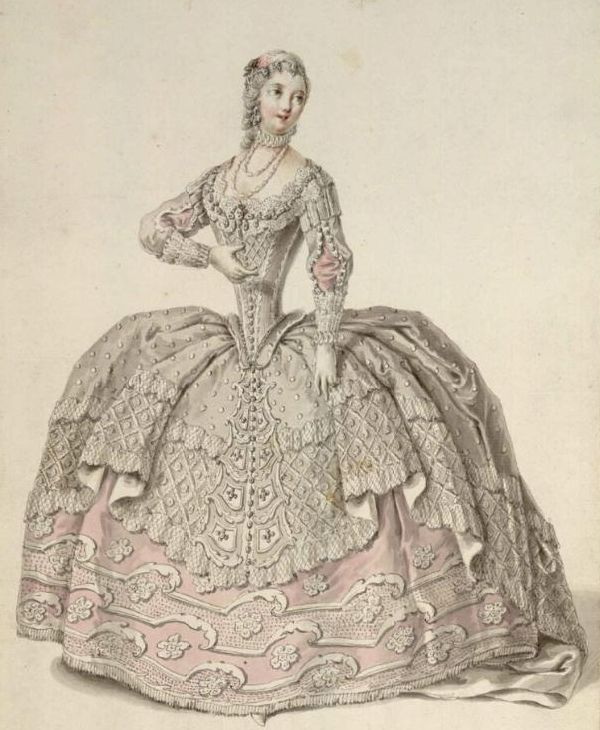
Teresa Albuzzi-Todeschini als Tusnelda, Gattin des Titelhelden in Arminio von Hasse (Dresden 1753)

Teresa Albuzzi-Todeschini (geboren 26. Dezember 1723 in Mailand; gestorben 30. Juni 1760 in Prag) war eine italienische Opernsängerin der Stimmlage Alt.

## Leben
Teresa Albuzzi-Todeschini wurde am 1. Januar 1750 an die Dresdner Oper engagiert. Zusammen mit Regina Mingotti war sie die Nachfolgerin von Faustina Bordoni und galt als „Prima Donna an mehr als einem Orte“. Zeitgenossen verehrten sie für ihre „volle, sonore und außerordentlich geschulte Stimme [und] ihr meisterhaftes und hinreißendes Spiel“. Sie wurde im Jahr 1750 für 2000 Taler engagiert, drei Jahre später verdiente sie im Jahr 3000 Taler.
Premierminister Heinrich von Brühl verliebte sich in die Sängerin und ließ ihr im Garten auf dem Wall vor dem Wilsdruffer Tor einen Gartenpavillon erbauen, die sogenannte „Brühlsche Rotunde“ (vom Volk auch spöttisch-derb „Albuzzis Büchse“ genannt). Albuzzi-Todeschini blieb nach Ausbruch des Siebenjährigen Krieges 1756 zunächst in Dresden und ging erst im Dezember 1758 mit ihrer Mutter, ihrem Mann Antonio Schreivogel-Todeschini und ihren beiden Kindern nach Mailand. Sie verstarb nach langer Krankheit 1760 im Gasthof „Zum Einhorn“ in Prag und wurde am 25. Mai 1760 in Prag beerdigt.

## Sage
Johann Georg Theodor Grässe (1814–1885) gab in seinem Werk Der Sagenschatz des Königreichs Sachsen aus dem Jahr 1855 eine mündlich überlieferte Sage um die Sängerin wieder:

„Auch auf der Brühl’schen Terrasse soll es sonst umgegangen sein. Man will dort zuweilen eine weißgekleidete Frau aus dem Brühl’schen Palast haben kommen sehen, welche nach dem dem Torniamenti’schen Kaffeehause gegenüber liegenden Oreillon zuzugehen und sich über das Geländer ins Wasser zu stürzen pflegte. Das Volk erzählte sich, es sey dies der Geist der Maitresse des Grafen Brühl, Albuzzi (vom Volke die Alputze genannt), welche an jener Stelle einst ihrem Leben ein Ende gemacht habe und nun nicht zur Ruhe kommen könne.“